# Alfa Romeo 2300

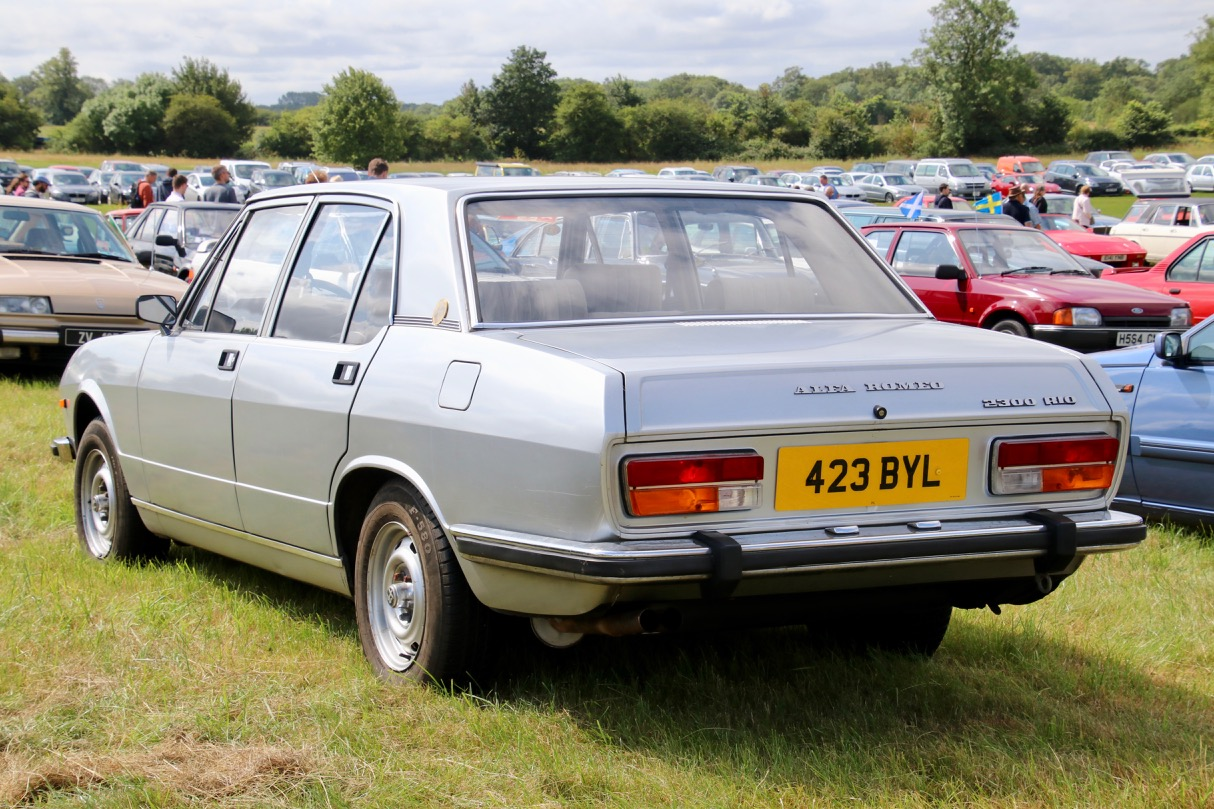
Vue arrière

L'Alfa Romeo 2300 est une voiture fabriquée par la filiale brésilienne F.N.M. du constructeur italien Alfa Romeo à partir de 1974, et uniquement pour le marché brésilien.
En 1974, Alfa Romeo qui a racheté le constructeur brésilien F.N.M. en 1968, décide de remplacer l'ancienne FNM 2150 par l'Alfa 2300.
Cette nouvelle voiture de luxe très haut de gamme sur le marché brésilien, marque la disparition totale de la marque FNM et le scudetto traditionnel Alfa était ornée, pour la première fois au Brésil, par le logo Alfa Romeo, en lieu et place du logo FNM calqué sur le logo italien.
La ligne générale de l'Alfa 2300 reprend celle de l'Alfetta italienne, mais avec une augmentation substantielle des dimensions. L'Alfa 2300 mesure 41 cm de plus en longueur et 7 en largeur. Son moteur est un 4 cylindres à deux arbres à cames en tête de 2.310 cm3 développant 140 ch SAE, avec une boîte de vitesses accolée au bloc moteur et non pas sur le pont arrière comme sur l'Alfetta. La vitesse maximale est de 175 km/h.
En 1978, l'Alfa 2300 « base » est complétée par l'Alfa 2300 Ti, qui dispose d'un moteur dont la puissance est portée à 150 ch autorisant une vitesse de 185 km/h. La carrière de la 2300 fut assez longue puisque sa fabrication dura jusqu'en 1988 après avoir reçu quelques retouches de carrosserie et de finition intérieure au fil des années.
En 1976, le Groupe Fiat S.p.A. qui possédait déjà 43 % du capital de FNM, rachète toutes les participations d'Alfa Romeo dans la société FNM. En 1978, il rachètera l'intégralité du groupe Alfa Romeo - automobiles, camions et véhicules utilitaires. La fabrication des camions FNM, des Fiat V.I. fabriqués sous licence depuis 1974, prend fin en juin 1985 à la suite de la grave crise économique qui frappe quasiment tous les pays d'Amérique latine. La production automobile se poursuivra jusqu'en novembre 1986 mais sera transférée dans l'usine géante Fiat de Betim.
La production totale du modèle entre 1974 et 1986 a été de 29 954 exemplaires.